# Sousela
Sousela é uma povoação portuguesa sede da Freguesia de Sousela do Município de Lousada, freguesia com 7,08 km² de área e 1789 habitantes (censo de 2021), tendo, por isso, uma densidade populacional de 252,7 hab./km².

## História
A freguesia de Nossa Senhora da Expectação de Sousela, comarca de Penafiel pelo Decreto n.º 13.917, de 9 de julho de 1927, no antigo concelho de Aguiar de Sousa, era abadia da apresentação do ordinário, com reserva do Balio de Leça. 
Foi incluída no foral de Sobrosa, dado por D. Manuel, em Évora, a 15 de Outubro de 1519.
Em 1839 aparece na comarca de Penafiel e, em 1852, na de Lousada.
Da diocese de Braga passou para a do Porto em 1882. Comarca eclesiástica de Amarante - 2º distrito (1907). Primeira vigararia de Lousada (1916; 1970).

## Demografia
A população registada nos censos foi:
| Distribuição da População por Grupos Etários | Distribuição da População por Grupos Etários | Distribuição da População por Grupos Etários | Distribuição da População por Grupos Etários | Distribuição da População por Grupos Etários |
| -------------------------------------------- | -------------------------------------------- | -------------------------------------------- | -------------------------------------------- | -------------------------------------------- |
| Ano                                          | 0-14 Anos                                    | 15-24 Anos                                   | 25-64 Anos                                   | > 65 Anos                                    |
| 2001                                         | 432                                          | 314                                          | 941                                          | 167                                          |
| 2011                                         | 367                                          | 252                                          | 979                                          | 199                                          |
| 2021                                         | 245                                          | 260                                          | 1011                                         | 273                                          |